# Trematocranus labifer
Trematocranus labifer es una especie de peces de la familia Cichlidae en el orden de los Perciformes.

## Morfología
Los machos pueden llegar alcanzar los 22,4 cm de longitud total.

## Alimentación
Come crustáceos  bentónicos.

## Hábitat
Es una especie de clima tropical.

## Distribución geográfica
Se encuentra en África):  lago Malawi.